# Ljud & Bildskolan
Ljud & Bildskolan, även kallad LBS Kreativa Gymnasiet är en svensk gymnasieskola som grundades 1993 i Varberg.

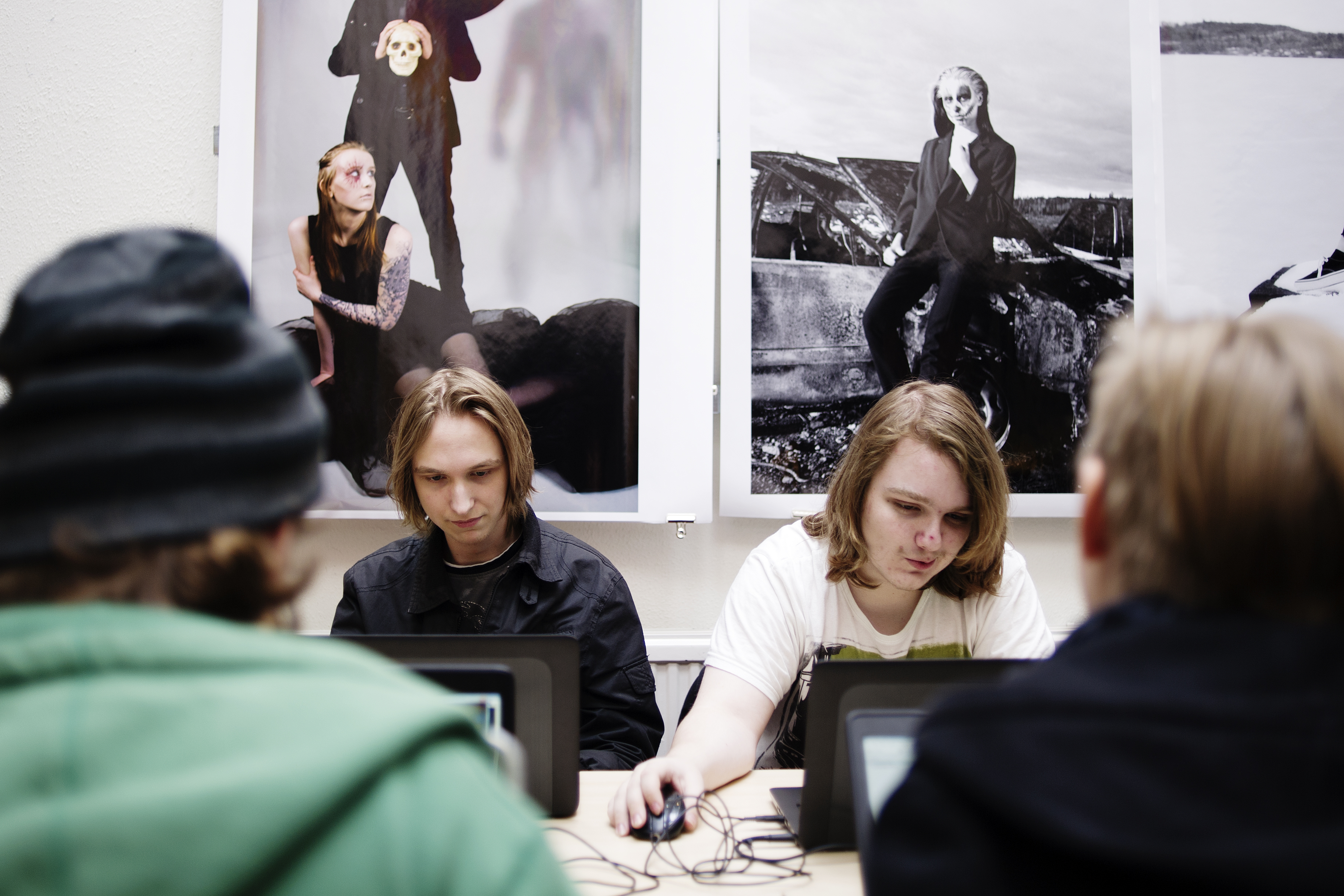
Elever från LBS Kreativa Gymnasiet.

LBS är en svensk friskola huvudsakligen inriktad på gymnasieutbildning i media, eSport, spelutveckling, grafik, design, arkitektur och musikproduktion. LBS bedriver skolverksamhet i Borås, Halmstad, Helsingborg, Kristianstad, Kungsbacka, Lund, Malmö, Jönköping, Linköping, Trollhättan, Varberg, Göteborg, Stockholm, Nyköping, Växjö och Örebro. Skolan har runt 300 elever på varje ort och 80 anställda. 
LBS är ett systerbolag till Drottning Blankas gymnasium, Mikael Elias teoretiska gymnasium, Vittra, Rytmus, IT-Gymnasiet, Framtidsgymnasiet, Didaktus och Handelsgymnasiet då samtliga sorterar under Academedia.